# Nola fovifera
Nola fovifera är en fjärilsart som beskrevs av George Francis Hampson 1911. Nola fovifera ingår i släktet Nola och familjen trågspinnare. Inga underarter finns listade i Catalogue of Life.